# Lennox-King-Gletscher
Der Lennox-King-Gletscher ist ein rund 65 km langer Gletscher an der Shackleton-Küste der antarktischen Ross Dependency. Er fließt vom Bowden-Firnfeld in nordöstlicher Richtung zwischen der Holland Range und der Königin-Alexandra-Kette und mündet über das Richards Inlet in das Ross-Schelfeis. 
Der Gletscher wurde von Teilnehmer einer von 1959 bis 1960 durchgeführten Kampagne im Rahmen der New Zealand Geological Survey Antarctic Expedition nach Lieutenant Commander James Lennox-King (1914–2002) von der Royal New Zealand Navy benannt, Leiter der Scott Base im Jahr 1960.